# 萬里桂花香
《萬里桂花香》，是一部描寫萬德勝師兄、吳桂香師姐的真實人生電視劇，由趙駿亞、徐麗雯主演。2015年10月16日舉行首映會，10月19日起於大愛電視20:00首播，中天娛樂台則於當天21:00播出。

## 播出時間
以下時間以當地時間（台灣時間）為準

### 首播
| 片名       | 頻道       | 播放日期                       | 播放時間                  |
| ---------- | ---------- | ------------------------------ | ------------------------- |
| 萬里桂花香 | 大愛電視台 | 2015年10月19日－2015年11月27日 | 20:00-20:45播出（無廣告） |
| 萬里桂花香 | 大愛海外台 | 2015年10月19日－2015年11月27日 | 20:00-21:00播出（含廣告） |
| 萬里桂花香 | 中天娛樂台 | 2015年10月19日－2015年11月27日 | 21:00-22:00播出（含廣告） |

### 重播
| 片名       | 頻道       | 播放日期                       | 播放時間                  |
| ---------- | ---------- | ------------------------------ | ------------------------- |
| 萬里桂花香 | 大愛電視台 | 2015年10月20日－2015年11月28日 | 23:30-00:19播出（無廣告） |
| 萬里桂花香 | 大愛電視台 | 2015年10月20日－2015年11月28日 | 03:00-03:49播出（無廣告） |
| 萬里桂花香 | 大愛電視台 | 2015年10月20日－2015年11月28日 | 16:00-16:49播出（無廣告） |
| 萬里桂花香 | 大愛海外台 | 2015年10月20日－2015年11月28日 | 02:00-03:00播出（含廣告） |
| 萬里桂花香 | 大愛海外台 | 2015年10月20日－2015年11月28日 | 09:00-09:49播出（無廣告） |
| 萬里桂花香 | 大愛海外台 | 2015年10月20日－2015年11月28日 | 11:00-12:00播出（含廣告） |
| 萬里桂花香 | 中天娛樂台 | 2015年10月20日－2015年11月28日 | 11:00-12:00播出（含廣告） |

### 大愛會客室

#### 首播
| 片名       | 頻道       | 播放日期                       | 播放時間        |
| ---------- | ---------- | ------------------------------ | --------------- |
| 萬里桂花香 | 大愛海外台 | 2015年10月20日－2015年11月28日 | 21:00-21:11播出 |
| 萬里桂花香 | 大愛電視台 | 2015年10月20日－2015年11月28日 | 00:19-00:30播出 |
| 萬里桂花香 | 大愛海外台 | 2015年10月20日－2015年11月28日 | 09:49-10:00播出 |

## 演員列表

### 主要角色
| 演員   | 角色   | 介紹 | 登場集數      |
| 趙駿亞 | 萬德勝 | 家中長子。嚴肅正直，不苟言笑。 自幼家境清寒，自願幫忙家務照顧弟妹，放棄學業擔負起賺錢養家的責任。 認為父親不喜歡自己，但從未違抗父親的命令，又疼惜母親所受的磨難。 對婚事毫無主見，在父親鼓吹下與秋菊交往，不料秋菊母親反對並將她嫁給別人。 在大姊米妹的安排下與桂香結婚，慢慢培養感情，然而公媳衝成為萬家日後的難題。 對父親和桂香的衝突一向無能為力，直到父親逼迫離婚以及桂香鬧自殺後，首次違逆父親，與桂香搬出去住。 經常回萬家探望父母，並將兄弟姊妹的感情維繫在一起，幫助他們的婚姻與生活困境。   | 第6集到第40集 |
| 傅顯捷 | 萬德勝 | 少年德勝 | 第4集、第5集  |
| 趙柏翰 | 萬德勝 | 童年德勝 | 第1集到第3集  |
| 徐麗雯 | 吳桂香 | 小康家庭，家中排行老么，極受父母寵愛。 孝順的她為了安母親的心而答應相親結婚，嫁到貧窮的萬家，擔負長媳的責任。 仗義執言、心直口快，常與公公發生口角，造成公公對自己長年的不諒解。 每天需做大量家事，又要到鞋廠上班，忙得不可開交，卻始終得不到公公好臉色看。 懷第二胎時因秋菊之事與德勝和公公爆發激烈衝突，並被公公脅迫離婚，抱著大兒子奔回娘家。企圖尋短被彭嬸阻止，生下孩子後與德勝搬出去住。 在家帶孩子一邊做家庭代工，後來開早餐店做生意，加入慈濟後又改經營服裝店。 在公公臨終前終於與他化解疙瘩。 | 第6集到第40集 |
| 鄧筠庭 | 吳桂香 | 童年桂香 | 第4集、第5集  |
| 蘇炳憲 | 萬雲華 | 德勝的父親。從小就是孤兒，雖為入贅夫婿，卻個性嚴厲，脾氣暴躁。 凡事以自我為中心，萬家沒有人敢違抗，一生靠推拿為生。 過度迷信，因算命師聲稱萬德勝剋父，因此從小就對他特別嚴厲管教。 認為桂香愛頂嘴狡辯，破壞萬家規矩，責怪她新婚即違反風俗會帶煞，長年對她有偏見。 得知秋菊回到關西認她當義女，並同時與桂香的衝突達到高點，逼迫德勝與桂香離婚。 曾一度懷疑桂香對萬家付出的真心，後來把她的奉獻看在眼裡，但仍不願意說好話。 臨終前向桂香道歉，認定她是萬家的好媳婦，公媳和解。                           | 第1集到第40集 |
| 張 倩  | 陳茶妹 | 德勝的母親。雖招贅夫婿，但個性柔順，是極為傳統的婦女。 對丈夫的霸道都欣然接受，雖然心疼自己的孩子被打罵，但也不會反抗。 看桂香過於忙碌時會稍微幫她做一些家事，即被雲華批為軟弱婆婆。 看破春菊別有用心，親自登門警告她不要破壞德勝與桂香的婚姻。 | 第1集至第40集 |
|        |        | |               |

### 其他演員
| 演員       | 角色       | 介紹 | 登場集數     |
| 檢 場      | 吳盛德     | 桂香的父親，在女兒婚姻出現危機時給予桂香很大的幫助，建議德勝搬出來住，方能改善父親與妻子間的衝突。 |              |
| 馬惠珍     | 邱宜妹     | 桂香的母親。在家常禮佛，生病後，認為自己時日不多，有生之年希望桂香儘快找到好的歸宿，成為桂香嫁進萬家的關鍵人物，最終因病而過世。 |              |
| 葉 恩      | 吳錦相     | 桂香的大哥 |              |
| 羅思琦     | 萬雲開     | 雲華之兄，德勝的大伯父 沒結婚生子，視德勝為己出，很認同桂香為萬家所付出的一切。 識破秋菊的心機，勸不了雲華，只能提醒茶妹注意。 |              |
| 劉香君     | 陳米妹     | 德勝的大姊，從母姓。從小扛起照顧弟妹的責任，幫忙母親家務，是萬母的好幫手。 後嫁進夫家，承擔大家庭媳婦的責任。 從年輕時就與吳家交情頗好，卻在德勝和桂芳都被逼婚時才想到能撮合他們。 後來得癌症，不希望被父母親知道，受到桂芳奔波照顧。                         |              |
| 鄭伃庭     | 陳米妹     | 童年的米妹 | 第1集到第3集 |
| 畢志剛     | 葉金鑑     | 大姊夫，陳米妹之夫 |              |
| 葉文豪     | 陳進春     | 德勝之弟，從母姓。從小調皮搗蛋，但受哥哥德勝的疼愛。 當兵前意外讓女友未婚懷孕，只好懇求大哥德勝為其設法，並代替進春迎娶成妹。 成家後經常在事業上不得志，受到大哥大嫂許多照顧。 與同事常喝酒到爛醉，成妹無能為力，在被德勝訓斥且看到同事發生意外後，戒掉惡習。 |              |
| 吳承諺     | 陳進春     | 童年的進春 | 第1集到第3集 |
| 黃 瑄      | 林成妹     | 進春的太太。年輕時即因懷孕嫁進萬家，懷孕的日子進春當兵不在身邊，幸有秀鳳在身邊陪伴，後來與秀鳳最有話聊。 與進春時常面臨經濟困境，卻始終願意與他同甘共苦。 |              |
| 胡 利      | 萬桂英     | 德勝的大妹。小時候被送至王家當童養媳，備受王家父母的疼愛。 兒時被送出家門記憶猶新，長大後雖願意與萬家有聯繫，但對生母頗有怨懟。 只把富財當哥哥，在與張順發分手後，接受了富財的感情。 一度到中年與桂香到養老院當志工後，心裡有所感觸才與生母化解心結。         |              |
| 郭芷妤     | 萬桂英     | 童年的桂英 |              |
| 高允漢     | 王富財     | 桂英的丈夫。為人木訥害羞，喜歡桂英卻不敢言明。後終得桂英點頭應允，抱得美人歸。 曾沉迷於賭博，被德勝勸說後戒掉惡習。 |              |
| 卓勝斌     | 王富財     | 童年的富財 |              |
| 曾 晴      | 王阿嬤     | 王富財的阿嬤。桂英的養祖母 |              |
| 鄭平君     | 王 父      | 王富財之父，桂英的養父。 |              |
| 謝瓊煖     | 王 母      | 王富財之母，桂英的養母。疼愛且十分照顧桂英，不當桂英是童養媳，而是當親生女兒般看待，卻也希望桂英長大後能嫁給兒子富財。 |              |
| 吳珮萱     | 萬秀蘭     | 德勝的二妹。童年時即被父親送養，劇情未交代其去向。 |              |
| 高靖榕     | 萬秀鳳     | 德勝的三妹。善良體貼，大嫂桂香懷孕，分擔她洗衣雜事，以減輕桂香負擔。 從小就把父親對桂香的苛刻看在眼裡，卻無法幫大嫂說話。 |              |
| 廖姿晴     | 萬秀鳳     | 少年的秀鳳 |              |
| 蘇郁雯     | 萬秀鳳     | 童年的秀鳳 |              |
| 王上豪     | 呂慶燈     | 秀鳳的丈夫，到鞋廠找親如姐夫的廠長時，碰巧遇見秀鳳，對秀鳳一見鍾情。 請廠長到萬家提親失敗，後親自登門拜訪後順利成親。 |              |
| 李姝妍     | 萬秀桃     | 德勝的小妹。家中老么，受萬父寵愛，當萬父生氣時，常常被指派出去撒嬌，讓萬父心軟氣消。 |              |
| 傅珮慈     | 萬秀桃     | 少年的秀桃 |              |
| 劉珈瑄     | 萬秀桃     | 童年的秀桃 |              |
| 林可唯     | 秋 菊      | 對裁縫游刃有餘，待人處事很有一套。 深得萬父喜愛，原本與德勝交往，後受母親安排相親而結婚。 母親和丈夫過世後回到鎮上，認家萬父為義父義母。 一心想嫁給德勝，處心積慮討好萬家人，更寫信挑釁桂香，成為德勝與桂香婚姻的危機。                                       |              |
| 鮑正芳     | 秋菊母     | 秋菊的母親。瞧不起德勝的工作，反對德勝與秋菊來往，擅自將秋菊的婚事先訂下來，在秋菊結婚後一年過世。 |              |
| 吳皓昇     | 張順發     | 桂英在台北認識的男朋友，有家室卻欺騙桂英感情。 |              |
| 賴培培     | 美 惠      | 桂香的工廠同事。 曾為桂香打抱不平，對秀鳳斥責萬家。 |              |
| 耿慧珠     | 彭 嬸      | 素真的母親。平時很照顧桂香，在桂香婚姻出現危機時即時解救了想不開的桂香，並且開導她。 |              |
| 古宜婷     | 素 真      | 彭嬸的女兒。桂香、秀鳳的工廠同事 |              |
| 陳韡韡     | 萬全能     | 少年全能 |              |
| 邱辰恩     | 萬全能     | 童年的全能，萬雲華、陳茶妹的孫子，萬德勝、吳桂香的大兒子。 |              |
| 陳彥廷     | 萬全朕     | 少年全朕 |              |
| 林駿惟     | 萬全朕     | 童年全朕，萬雲華、陳茶妹的孫子，萬德勝、吳桂香的小兒子。 |              |
| 「待查證」 | 陳萬有     | 少年萬有 |              |
| 朱宥丞     | 陳萬有     | 童年的萬有，萬雲華、陳茶妹的孫子，陳進春、林成妹的兒子。 |              |
| 「待查證」 | 陳秋燕     | 少年秋燕 |              |
| 林建萱     | 陳秋燕     | 童年秋燕，萬雲華、陳茶妹的孫女，陳進春、林成妹的女兒。 |              |
| 程政鈞     | 里 長      | 萬雲華的摯友。 |              |
| 陳柔軒     | 阿 卿      | |              |
| 張志宏     | 潘萬財     | |              |
| 洪小凌     | 阿 春      | |              |
| 余婉庭     | 阿 琴      | |              |
| 田 亞      | 阿 玉      | |              |
| 林裕文     | 鞋廠老闆   | |              |
| 張以琳     | 卓梅玉師姊 | |              |

## 大愛會客室名單
| 集數   | 日期           | 來賓                             |
| 第01集 | 2015年10月20日 | 龐宜安、徐麗雯、萬德勝、蘇炳憲   |
| 第02集 | 2015年10月21日 | 趙駿亞、張 倩                    |
| 第03集 | 2015年10月22日 | 萬德勝、張 倩                    |
| 第04集 | 2015年10月23日 | 萬德勝、吳桂香                   |
| 第05集 | 2015年10月24日 | 吳桂香                           |
| 第06集 | 2015年10月25日 | 萬德勝、劉香君、萬桂英           |
| 第07集 | 2015年10月26日 | 萬德勝、吳桂香                   |
| 第08集 | 2015年10月27日 | 劉香君、徐麗雯                   |
| 第09集 | 2015年10月28日 | 萬桂英、王富財                   |
| 第10集 | 2015年10月29日 | 黃瑄、陳進春、林成妹             |
| 第11集 | 2015年10月30日 | 萬德勝、吳桂香                   |
| 第12集 | 2015年10月31日 | 萬德勝、陳進春                   |
| 第13集 | 2015年11月1日  | 萬桂英、王富財、萬德勝           |
| 第14集 | 2015年11月2日  | 吳桂香、徐麗雯                   |
| 第15集 | 2015年11月3日  | 吳桂香、萬德勝                   |
| 第16集 | 2015年11月4日  | 蘇炳憲、吳桂香、張 倩            |
| 第17集 | 2015年11月5日  | 萬德勝                           |
| 第18集 | 2015年11月6日  | 吳桂香、萬德勝、趙駿亞           |
| 第19集 | 2015年11月7日  | 吳桂香、萬德勝                   |
| 第20集 | 2015年11月8日  | 吳桂香、黃瑄                     |
| 第21集 | 2015年11月9日  | 吳桂香、趙駿亞                   |
| 第22集 | 2015年11月10日 | 萬德勝、吳桂香                   |
| 第23集 | 2015年11月11日 | 蘇炳憲、張倩、萬德勝             |
| 第24集 | 2015年11月12日 | 萬德勝、陳進春                   |
| 第25集 | 2015年11月13日 | 萬德勝、張絮評、林暐哲、鄭振宇   |
| 第26集 | 2015年11月14日 | 萬德勝、張絮評、林暐哲、鄭振宇   |
| 第27集 | 2015年11月15日 | 萬德勝、張絮評、林暐哲           |
| 第28集 | 2015年11月16日 | 萬德勝、張絮評、林暐哲、范姜淑燕 |
| 第29集 | 2015年11月17日 | 萬德勝、吳桂香                   |
| 第30集 | 2015年11月18日 | 萬秀鳳、陳進春、呂慶燈           |
| 第31集 | 2015年11月19日 | 萬德勝、吳桂香                   |
| 第32集 | 2015年11月20日 | 呂慶燈、萬秀鳳、萬德勝           |
| 第33集 | 2015年11月21日 | 吳桂香、惠英                     |
| 第34集 | 2015年11月22日 | 萬德勝、吳桂香、卓梅玉           |
| 第35集 | 2015年11月23日 | 萬德勝、吳桂香                   |
| 第36集 | 2015年11月24日 | 萬秀鳳、萬德勝、萬桂英           |
| 第37集 | 2015年11月25日 | 萬德勝、張絮評、范姜淑燕         |
| 第38集 | 2015年11月26日 | 萬德勝、蘇炳憲、徐麗雯           |
| 第39集 | 2015年11月27日 | 萬德勝、王耀正、簡志仲           |
| 第40集 | 2015年11月28日 | 吳桂香、萬德勝                   |

## 戲中歌曲
| 曲別   | 歌名       | 演唱者 | 作詞   | 作曲   | 編曲   | 製作人 | 合聲 | 配樂 | 播出日期                      | 集數           | 備註 |
| 片頭曲 | 承擔       | 徐詣帆 | 吳嘉祥 | 吳嘉祥 | 吳嘉祥 | 吳嘉祥 |      |      | 2015年10月19日－2015年11月7日 | 第1集－第20集  |      |
| 片頭曲 | 萬里桂花香 | 馬毓芬 | 十方   | 泰元   | 戴維雄 | 曹俊鴻 |      |      | 2015年11月8日－2015年11月27日 | 第21集－第40集 |      |
| 片尾曲 | 萬里桂花香 | 馬毓芬 | 十方   | 泰元   | 戴維雄 | 曹俊鴻 |      |      | 2015年10月19日－2015年11月7日 | 第1集-第20集   |      |
| 片尾曲 | 承擔       | 徐詣帆 | 吳嘉祥 | 吳嘉祥 | 吳嘉祥 | 吳嘉祥 |      |      | 2015年11月8日－2015年11月27日 | 第21集－第40集 |      |

## 製作團隊
- 監製：龐宜安
- 導演：劉逢聲
- 編審：陳慧慈
- 總策劃：賈玉華
- 編劇統籌：楊曼麗
- 編劇：方靜儀、廖盈如、莊心輔
- 片頭設計: 王雅玲
- 片頭題字: 黃華安
- 企劃：魏鳳萱、翁詩閔
- 顧問：萬德勝、吳桂香
- 主演: 趙駿亞、徐麗雯
- 製作人：楊曼麗、楊平方
- 製作公司: 楊曼麗工作室
- 大愛會客室主持人: 李璧秀
- 前期片頭曲、後期片尾曲: 承擔
- 前期片尾曲、後期片頭曲:萬里桂花香

## 外部連結
- 官方網站－大愛
- 官方网站－中天[]
- 大愛劇場的Facebook專頁

| 大愛電視 每週一至週日 20:00 - 20:49         | 大愛電視 每週一至週日 20:00 - 20:49           | 大愛電視 每週一至週日 20:00 - 20:49 |
| ------------------------------------------- | --------------------------------------------- | ----------------------------------- |
|                                             | 萬里桂花香 （2015年10月19日－2015年11月27日） |                                     |
| 金門大國銘 （2015年9月9日－2015年10月18日） | 望你早歸 （2015年11月28日－2016年1月6日）     |                                     |

| 中天娛樂台 每週一至週日 21:00 - 22:00       | 中天娛樂台 每週一至週日 21:00 - 22:00         | 中天娛樂台 每週一至週日 21:00 - 22:00 |
| ------------------------------------------- | --------------------------------------------- | ------------------------------------- |
|                                             | 萬里桂花香 （2015年10月19日－2015年11月27日） |                                       |
| 金門大國銘 （2015年9月9日－2015年10月18日） | 望你早歸 （2015年11月28日－2016年1月6日）     |                                       |

| 大愛電視台二台 大愛好戲成雙 周一至周五 18:00~19:30 | 大愛電視台二台 大愛好戲成雙 周一至周五 18:00~19:30 | 大愛電視台二台 大愛好戲成雙 周一至周五 18:00~19:30 |
| -------------------------------------------------- | -------------------------------------------------- | -------------------------------------------------- |
|                                                    | 萬里桂花香 2016年10月12日－2016年10月31日          |                                                    |
| 金門大國銘 2016年9月22日－2016年10月11日           | 幸福好簡單 2016年11月1日－2016年11月20日           |                                                    |